# Mangifera flava
Espèce
Statut de conservation UICN

 VU B1ab(iii) : Vulnérable
Mangifera flava est une espèce de plantes à fleurs du genre Mangifera de la famille des Anacardiacées. Elle est présente en Thaïlande et au Viêt Nam.